# 蔡力行
蔡力行（英語：Rick Tsai，1951年4月19日—），生於台灣台北市，臺灣半导体企業家，聯發科技共同執行長，立錡科技董事長。曾任中華電信公司董事長、台灣積體電路製造公司總經理兼總執行長。

## 生平
蔡力行父亲蔡同屿为台湾财经界要人，曾主持创办台湾证券交易所。母为國民革命軍北伐时湖南省省长兼督军赵恒惖之女。1951年4月19日，生于台湾台北市。
蔡力行幼年时居住在父亲所配台北市长安东路淡水线铁路边旧宿舍。早年就讀私立再興幼稚园，再興小学，臺北市市立大同中學後以聯考狀元成績進入建國高級中學。毕业于国立台湾大学，获得物理学理学士学位。后赴美国留学，毕业于康乃尔大学，获得材料工程博士。毕业后曾短暂就职于位于美国科罗拉多州的惠普公司。
蔡力行的职业生涯大半在台积电，1989年始受聘台积电。曾任台积电公司当时唯一一座晶圆厂的副厂长。后历任台积电晶圆二廠廠长、台积电晶圆三廠廠長、台积电南廠区副总经理（1995年出任）、台积电营运执行副总经理，负责台积电全球行销，并任台积电业务执行副总经理等职务。1999年，台积电投资成立世界先进积体电路，蔡力行出任其总经理。2001年，出任台积电總經理暨營運長。2005年7月，继任张忠谋，出任台积电总经理暨总执行长。2009年6月，張忠謀回任執行長，蔡力行遭調職，並成立新事业组织，由蔡力行出任總經理。2011年8月1日，台積電把新事業組織切割成兩家子公司台積固態照明和台積太陽能，蔡力行轉任兩家子公司董事長。
2013年12月23日，行政院通過由蔡力行接任中華電信董事長。2014年1月29日，蔡力行正式接任中華電信第6任董事長。
蔡力行在中華電信內任職多受爭議，例如為確保獲利，2015年底政府標售第二階段4G頻譜時，只顧高價搶標最熱門項目，卻忽視中華電在交通部仍持股三成下被期待的政策任務、不願投資偏鄉建設，讓新政府高層對蔡頗有微詞。此外，攤開中華電2014年至2016年財報，蔡力行上任首年，資本支出比前一年減少10.4％，一五年又減23％，2016年上半年資本支出執行率甚至僅22％，淪為電信三雄中最後一名，保守的投資作風也被高層認為不利中華電長期發展。也有熟悉中華電生態的業者說，過去中華電對某些投資效益的評估確實不夠準確，例如一次跟廠商採購五、六年設備，造成庫存過多，蔡力行推動財報管理其實很正確。
2016年12月16日，由現代財經基金會董事長鄭優接任中華電信董事長，蔡力行卸任。
2017年7月1日，蔡力行就任聯發科共同執行長。